# Триндаде, Аделину
Аделину Триндаде Коэлью Манек ди Оливейра Рейш (порт. Adelino Trindade Coelho Manek de Oliveira Reis; род. 2 июня 1995, Баукау) — восточнотиморский футболист, защитник и полузащитник «Каркету».

## Биография
Аделину Триндаде родился 2 июня 1995 года в индонезийском городе Баукау (сейчас в Восточном Тиморе).
Играет в футбол на позициях защитника и полузащитника. С начала карьеры выступает в Восточном Тиморе. В 2010—2011 годах играл за «Баукау», в 2012—2015 годах — за «Дили Юнайтед», в 2016—2018 года — за «Понта Лешти», с 2019 года — за «Каркету» из Дили. В 2017 году в составе «Понта Лешти» завоевал серебро чемпионата Восточного Тимора.
В 2010—2018 годах провёл за сборную Восточного Тимора 27 матчей, забил 3 мяча. Дебютным стал товарищеский поединок 21 ноября 2010 года в Палембанге против сборной Индонезии (0:6). Сыграв в возрасте 15 лет 172 дней, стал самым юным игроком в истории сборной Восточного Тимора, лишь в 2018 году уступив Паулу Гали (13 лет 244 дня).

## Достижения

### Командные
«Понта Лешти»
- Серебряный призёр чемпионата Восточного Тимора (1): 2017.